# Lillsjön (Österhaninge socken, Södermanland)
Lillsjön är en sjö i Haninge kommun i Södermanland och ingår i Tyresån-Trosaåns kustområde.